# Robert Stell Lemmon
Robert Stell Lemmon (* 26. Juni 1885 in Englewood, New Jersey; † 3. März 1964 in Wilton, Connecticut), häufig auch Robert S. Lemmon, war ein US-amerikanischer Sachbuchautor und Naturforscher. Er schrieb Bücher und hielt Vorträge über Haushunde, Gartenbau, Wildtiere, Wildblumen und Bäume.

## Leben
Lemmon war der Sohn von William und Caroline Lemmon, geborene McCulloh. Nach der Absolvierung der Englewood School for Boys und einem Studium an der Yale University, graduierte er 1909 zum Bachelor of Arts. Anschließend war er Angestellter bei der American Trading Company. 1911 begleitete er eine zoologische Expedition der Academy of Natural Sciences of Philadelphia nach Ecuador. Nach seiner Rückkehr wurde er Mitherausgeber des Travel Magazine. Von 1915 bis 1918 war er Redakteur und von 1918 bis 1937 leitender Redakteur bei der Zeitschrift House & Garden. 1920 heiratete er in New York City Florence Edwards. Aus dieser Ehe ging eine Tochter hervor. Während der 1930er Jahre war er Schatzmeister bei der North American Rock Garden Society (NARGS) und 1938 gründete er die Hortikultur-Zeitschrift Real Gardening. Von 1943 bis 1951 war er Chefredakteur bei der Zeitschrift The Home Garden.
Lemmon unternahm zahlreiche Reisen durch die Vereinigten Staaten und Südamerika, wo er die Tier- und Pflanzenwelt studierte. Er schrieb über 300 Artikel für diverse Zeitschriften und mehrere naturkundliche Sachbücher, darunter auch einige für Kinder. Anfangs befassten sich Lemmons Bücher mit Haushunden, darunter sein 1914 veröffentlichtes Erstlingswerk Training the Dog sowie The Puppy Book (1924) über Hundewelpen und About your Dog (1928). Lemmon war Mitglied der National Audubon Society, für deren Reihe Nature Program er einige Bücher verfasste, der American Ornithologists’ Union und im Yale Club of New York City.

## Schriften
- Training the Dog, McBride, Nast & Company, New York, 1914
- The Puppy Book, Doubleday, 1924
- mit Richardson L. Wright: House & Garden’s Second Book of Gardens, Conde Nast, 1927
- About your Dog, Frederick A. Stokes Company, 1928
- Old Doc Lemmon, The Midland Company, 1930
- How to attract the birds: Planting, feeding, housing, American Garden Guild, 1947
- The Birds are yours, Macmillan, 1951 (Illustrationen von Don Richard Eckelberry)
- Our Amazing Birds: The little-known facts about their private lives,  American Garden Guild and Doubleday, 1952 (Illustrationen von Don Richard Eckelberry)
- The best loved Trees of America: Intimate Close-ups of their Year-round Traits, American Garden Guild and Doubleday, 1952
- National Audubon Society Nature Program: Favorite Wildflowers, Nelson Doubleday, 1954
- National Audubon Society Nature Program: Best Loved Song Birds, Nelson Doubleday, 1954
- National Audubon Society Nature Program: Flowering Trees and Shrubs, Nelson Doubleday, 1955
- National Audubon Society Nature Program: Seeds and Seed Pods, Nelson Doubleday, 1955
- National Audubon Society Nature Program: Dogs, Nelson Doubleday, 1955
- All about Birds, Random House, 1955
- National Audubon Society Nature Program: Burst of Spring, Nelson Doubleday, 1956
- National Audubon Society Nature Program: House Plants, Nelson Doubleday, 1956
- National Audubon Society Nature Program: Life on a Farm, Nelson Doubleday, 1956
- City Parks and Home Gardens, Band 3 der Reihe The Community of Living Things (in Zusammenarbeit mit der National Audubon Society), Creative Educational Society, 1956
- All about Moths and Butterflies, Random House, 1956
- All about strange Beasts of the Present, Random House, 1957
- mit Jean Zallinger: All about Monkeys, Random House, 1958
- mit Charles L. Sherman: Flowers of the World in Full Color, Hannover House, 1958 (2. Auflage als Flowers of the World, 1964)
- National Audubon Society Nature Program: Favorite Song Birds, Nelson Doubleday, 1959
- Junior Science Book of Trees, Garrand Press, 1960
- National Audubon Society Nature Program: Wildflowers of the Mountains, Nelson Doubleday, 1960
- Wildflowers of North America in Full Color, Hannover House, 1961
- Junior Science Book of Big Cats, Garrand Press, 1962
- National Audubon Society Nature Program: Wild flowers of the meadows, Nelson Doubleday, 1967 (posthum)